# Fabio Duarte
Fabio Andrés Duarte Arévalo (Facatativá, Cundinamarca, Colombia, 11 de junio de 1986) es un ciclista profesional colombiano desde 2004. Desde 2019 corre para el equipo colombiano Team Medellín-EPM de categoría Continental.

## Historia
Un año antes de convertirse en profesional consiguió destacados resultados en pruebas de pista en donde se destaca una medalla de oro en el Campeonato Nacional de Pista Junior en Persecución individual, para llegar en 2005 a ser campeón de la Vuelta de la Juventud ganando en 3 de las 6 etapas de la carrera y en 2006 alcanzar el liderato por 5 jornadas de la Vuelta a Colombia terminando con un 4.º puesto en la clasificación general final.
Ganó en 2008 el Campeonato Mundial de Ciclismo en Ruta en categoría sub-23, que se celebró en Varese (Italia), este ha sido hasta hoy su mayor logro en su palmarés.
En 2011 firmó con el equipo español Geox-TMC de categoría Profesional Continental. Tras un año en el equipo, retornó a un equipo colombiano durante las temporadas de 2012 a 2015 de categoría profesional continental el Team Colombia, donde sus resultados fueron pocos. Para el año 2016 regresó al pelotón nacional para correr en el equipo EPM-UNE durante dos temporadas.

## Palmarés
2005
- Vuelta de la Juventud de Colombia, más 3 etapas

2006
- Clásica Internacional de Tulcán, más 1 etapa
- Clásica de Anapoima
- Vuelta de la Juventud de Colombia
- Campeón de Colombia Contrarreloj sub-23
- 3.º en el Campeonato de Colombia en Ruta sub-23

2007
- 1 etapa de la Vuelta a Colombia

2008
- Campeonato Mundial en Ruta sub-23
- 3.º en el Campeonato de Colombia Contrarreloj

2009
- Tour de los Pirineos, más 1 etapa
- 1 etapa de la Vuelta a Colombia
- Clásica Internacional de Tulcán, más 2 etapas

2010
- Vuelta a Asturias, más 1 etapa[3]
- Circuito Montañés, más 1 etapa
- 2 etapas de la Vuelta a Colombia

2011
- 1 etapa del Giro del Trentino

2012
- 1 etapa de la Vuelta a Colombia
- Coppa Sabatini

2016
- Clásica de Fusagasugá
- Clásica de Marinilla

2017
- Clásica de Girardot, más 1 etapa
- Clásica de Marinilla

2019
- Vuelta a Cundinamarca
- Vuelta a Colombia

2022
- Vuelta a Colombia, más 1 etapa

## Resultados en Grandes Vueltas y Campeonatos del Mundo
| Carrera         | Carrera         | 2007 | 2008 | 2009 | 2010 | 2011 | 2012 | 2013 | 2014 | 2015 | 2016 | 2017 | 2018 | 2019 | 2020 | 2021 | 2022 |
| --------------- | --------------- | ---- | ---- | ---- | ---- | ---- | ---- | ---- | ---- | ---- | ---- | ---- | ---- | ---- | ---- | ---- | ---- |
|                 | Giro de Italia  | —    | —    | —    | —    | Ab.  | —    | 28.º | 28.º | —    | —    | —    | —    | —    | —    | —    | —    |
|                 | Tour de Francia | —    | —    | —    | —    | —    | —    | —    | —    | —    | —    | —    | —    | —    | —    | —    | —    |
|                 | Vuelta a España | —    | —    | —    | —    | 39.º | —    | —    | —    | 67.º | —    | —    | —    | —    | —    | —    | —    |
| Mundial en Ruta | Mundial en Ruta | —    | —    | —    | —    | —    | Ab.  | —    | —    | —    | —    | —    | —    | —    | —    | —    | —    |

―: no participa
Ab.: Abandono

## Equipos
- Serramenti PVC Diquigiovanni-Selle Italia (2007)
- Colombia es Pasión/Café de Colombia (2008-2010)
  - Colombia es Pasión-Coldeportes (2008-2009)
  - Café de Colombia-Colombia es Pasión (2010)
- Geox-TMC (2011)
- Colombia-Coldeportes/Colombia (2012-2014)
  - Colombia-Coldeportes (2012)
  - Team Colombia (2013-2015)
- EPM-UNE (2016-2017)
  - EPM-UNE-Área Metropolitana (2016)
  - EPM (2017)
- Manzana Postobón (2018)[4]
- Medellín (2019-)